# Grete Wiesenthal
Grete Wiesenthal (ur. 9 grudnia 1885 w Wiedniu, zm. 22 czerwca 1970 tamże) – austriacka tancerka, choreografka, aktorka i nauczycielka tańca.
Już w wieku 10 lat została przyjęta do szkoły baletu Opery Wiedeńskiej, gdzie studiowała klasyczny balet. Od 1901 do 1907 działała tam jako tancerka. W 1902 została solową tancerką baletu Opery Wiedeńskiej i tańczyła główną rolę w Niemej z Portici
Mimo swoich osiągnięć opuściła operę i założyła w 1908 roku ze swoimi siostrami, Elsą i Berthą, niezależną grupę taneczną. Siostry zadebiutowały ze szczególną interpretacją walca w wiedeńskim kabarecie Fledermaus. Później wyjechały do Berlina, Petersburga, Budapesztu i Pragi. Max Reinhardt, austriacki reżyser, zaangażował ją do swojej pantomimy Sumurum.
W 1910 Grete Wiesenthal rozstała się z siostrami i przez rok pobierała nauki u znanego kompozytora Émile Jaques-Dalcroze. W 1912 wystąpiła w operze Ariadna na Naxos Richarda Straussa. W tych latach osiągnęła wielką popularność. Jej styl tańca łączył elementy klasycznego baletu z tańcem nowoczesnym. Jej partnerem w tańcu był Toni Birkmeyer. Grete Wiesenthal był również aktorką w niemych filmach. W 1912 założyła swoją własną grupę taneczną, a w 1917 własną szkołę tańca w Wiedniu. Przez jakiś czas występowała w teatrze jako aktorka.
Na przełomie 1921 i 1922 występowała gościnnie w różnych miastach europejskich. Od 1926 inscenizowała balet dla Opery Wiedeńskiej. Od 1930 do 1959 była choreografem współpracującym Salzburger Festspiele. Od 1934-1952 uczyła tańca w Akademie Fur Musik und Bildende Kunst. W roku 1945 została dyrektorem tej szkoły. Od 1952 do 1959 była odpowiedzialna za choreografię Jedermanna w Salzburger Festspielen.